# Екелен
Екелен (фр. Ecuélin) насеље је и општина у североисточној Француској у региону Север-Па д Кале, у департману Север која припада префектури Авне сир Елп.
По подацима из 2011. године у општини је живело 118 становника, а густина насељености је износила 34,71 становника/km². Општина се простире на површини од 3,4 km². Налази се на средњој надморској висини од 181 метар (максималној 185 m, а минималној 150 m).

## Демографија
| 1962. | 1968. | 1975. | 1982. | 1990. | 1999. | 2011. |
| ----- | ----- | ----- | ----- | ----- | ----- | ----- |
| 111   | 123   | 102   | 115   | 124   | 120   | 118   |

График промене броја становника у току последњих година